# 黑額鸚鵡
黑額鸚鵡（Cyanoramphus zealandicus），又名紅額鸚鵡，是大溪地特有及已滅絕的鸚鵡。其當地名稱的意思是「數量很多的鸚鵡」。

## 發現歷史
黑額鸚鵡是於1769年詹姆斯·庫克的第一次旅程中發現，所採集的三個標本有兩個現正存放在利物浦，一個則在特靈的沃爾特·羅思柴爾德動物學博物館。然而，利物浦的其中一個及特靈的標本可能是在1773年庫克第二次旅程中採集的。另一個標本是於1842年]採集，現正存放在佩皮尼昂。最後已知的標本是於1844年採集，現正存放在巴黎的國立自然歷史博物館。

## 滅絕
黑額鸚鵡像社會島鸚鵡般生活在林地。雖然面對伐林及波利尼西亞鼠等掠食者，牠們仍能生存下來。不過牠們卻不敵入侵的大家鼠及野貓，並且消失得很快。

## 外部連結
- 黑額鸚鵡的圖畫